# Helltaker
《Helltaker》是波蘭遊戲開發者Łukasz Piskorz（別名vanripper）設計的一款帶有約會模擬元素的免費獨立解謎冒險遊戲。於2020年5月發布，支援Microsoft Windows、macOS、Linux等平台，該遊戲被描述為「這是關於穿著光鮮亮麗的惡魔女孩的小遊戲」。

## 玩法
遊戲中玩家扮演男主前往地獄與各式各樣的知名神話地獄惡魔擬人女性角色追求愛慕，並將其納入後宮，遊戲玩法類似於《倉庫番》，玩家必須透過推動石塊或者打倒骷髏兵，並在有限的步數下清空道路或得到關鍵道具，並到達惡魔女孩身邊。玩家達到身邊後還必須回答正確選項來說服她，若玩家選擇錯誤，就必須重新開始遊戲關卡。
最後的頭目關卡則是類似彈幕的閃躲遊戲機制，畫面會出現鎖鏈，玩家必須躲避。

## 劇情
遊戲以別西卜為旁白，講述玩家角色「The Helltaker」，下地獄去尋找惡魔後宮的故事。隨著遊戲的進展，後宮越來越不正常，最後玩家角色坦承他只能提供咖啡、回合制策略遊戲、巧克力鬆餅。最後的關卡「尾聲」展示了人間的後宮，分為兩個結局：一種是「普通結局」，玩家角色打開前門邀請警察進來。另一個是「Abysstaker結局」，即玩家角色利用三塊石板打開傳送門，上頭有方向箭頭，在尾聲中必須在房子中央的地毯跟著方向移動。玩家可以在遊戲主線中的三個階段收集這些石板。
Vanripper在他的Twitter帳號上發布了一些漫畫，這些漫畫通常發生在「尾聲」之前，也有一些發生在「Abysstaker結局」之後。2021年，為慶祝遊戲一周年，遊戲發布了一個名為「Examtaker」的關卡包，其中包含更難的關卡，並延續了其中一個漫畫情節。

## 開發
Łukasz Piskorz在Twitter上被稱為「vanripper」，他獨自開發這款遊戲長達一年，並擔任遊戲的美術總監。根據Piskorz的說法，本遊戲會讓人想到《Leisure Suit Larry》系列遊戲，因為兩款遊戲的主角有其相似的特點。
本遊戲可以免費遊玩，若是要閱讀美術集和鬆餅食譜必須額外購買遊戲內容或是完成隱藏結局。
雖然該遊戲只有英文版，但Piskorz很支持社區協作翻譯，並親自做了波蘭語的翻譯版本解釋如何翻譯。
2021年5月11日為了慶祝一周年，增加了新章節。
2020年7月1日，由Piskorz授權的Nintendo Switch粉絲移植版，通過GitHub發布。同年9月7日，發布了PlayStation Vita的粉絲移植版。

## 來源
1. ↑  Łukasz Piskorz的X（前Twitter）
2. 1 2  Davidson, Amy. . Escapist Magazine. May 22, 2020  [June 2, 2020]. （原始内容存档于2020-06-10） （美国英语）.
3. ↑  Russo, Lee. . CBR. May 17, 2020  [June 2, 2020]. （原始内容存档于2020-06-10） （美国英语）.
4. ↑  Dawe, Liam. . GamingOnLinux. 2022-05-25  [June 2, 2020]. （原始内容存档于2023-08-12） （英语）.
5. ↑  Pearson, Ryan. . Niche Gamer. May 25, 2020  [June 2, 2020]. （原始内容存档于2020-06-04） （美国英语）.
6. 1 2  . 4gamers Taiwan. May 19, 2020  [2020-05-28]. （原始内容存档于2020-06-07） （中文）.
7. ↑  Lada, Jenni. . Siliconera. May 27, 2020  [2020-05-28]. （原始内容存档于2020-06-06）.
8. ↑  Sykes, Tom. . APC. No. 484 (Future Publishing). September 2020: 106. ISSN 0725-4415 （英语）.
9. 1 2  @vanripperart.  (推文). June 5, 2020 –Twitter.
10. ↑  . May 12, 2020  [May 29, 2020]. （原始内容存档于2020-06-20） （德语）.
11. ↑  Davidson, Amy. . The Escapist. May 22, 2020  [May 23, 2020]. （原始内容存档于2020-06-10）.
12. ↑  . ファミ通. May 21, 2020  [May 21, 2020]. （原始内容存档于2020-05-27）.
13. ↑  Piskorz, Łukasz [@vanripperart].  (推文). May 11, 2021  [July 4, 2021]. （原始内容存档于June 21, 2021） –Twitter （英语）.
14. ↑  . GitHub. December 25, 2021  [2023-08-04]. （原始内容存档于2023-05-01）.